# Wereldkampioenschap voetbal onder 20 - 2019
Het FIFA Wereldkampioenschap voetbal onder 20 van 2019 was de 22ste editie van het wereldkampioenschap voetbal voor spelers tot 20 jaar. Het toernooi vond van 23 mei 2019 tot en met 15 juni 2019 plaats in Polen.. Engeland was de regerend wereldkampioen, maar wist zich niet te kwalificeren voor dit toernooi. Het toernooi werd gewonnen door Oekraïne, dat in de finale Zuid-Korea versloeg.

## Gekwalificeerde landen
| Confederatie                                   | Kwalificatietoernooi                                                                       | Gekwalificeerde landen                       |
| ---------------------------------------------- | ------------------------------------------------------------------------------------------ | -------------------------------------------- |
| AFC (Azië)                                     | Aziatisch kampioenschap voetbal onder 19 - 2018 Indonesië, 18 oktober – 4 november 2018    | Qatar Japan Zuid-Korea Saoedi-Arabië         |
| CAF (Afrika)                                   | Afrikaans kampioenschap voetbal onder 20 - 2019 Nigeria, 2–17 februari 2018                | Senegal Nigeria Zuid-Afrika Mali             |
| CONCACAF (Noord, Centraal-Amerika & Caribbean) | CONCACAF-kampioenschap voetbal onder 20 - 2018 Verenigde Staten, 1–21 november 2018        | Mexico Panama Verenigde Staten Honduras      |
| CONMEBOL (Zuid-Amerika)                        | Zuid-Amerikaans kampioenschap voetbal onder 20 - 2019 Chili, 17 januari – 10 februari 2019 | Argentinië Uruguay Ecuador Colombia          |
| OFC (Oceanië)                                  | Oceanisch kampioenschap voetbal onder 19 - 2018 Tahiti, 5–18 augustus 2018                 | Nieuw-Zeeland Tahiti                         |
| UEFA (Europa)                                  | Europees kampioenschap voetbal mannen onder 19 - 2018 Finland, 16–29 juli 2018             | Italië Portugal Oekraïne Frankrijk Noorwegen |
| Gastland                                       | Gastland                                                                                   | Polen                                        |

## Speelsteden
Twee landen hadden zich kandidaat gesteld voor de organisatie van het toernooi. India en Polen. Op 16 maart 2018 werd in Bogotá, Colombia, bekendgemaakt dat Polen de organisatie van het toernooi kreeg.
| Bielsko-Biała      | Bydgoszcz                    | Gdynia                    | · Gdynia · (Stadion GOSiR) Bydgoszcz · (Zdzisław Krzyszkowiakstadion) Łódź · (Stadion Widzewa) Lublin · (Arena Lublin) Tychy · (Stadion Miejski w Tychach) Bielsko-Biała · (Miejskistadion) | · Gdynia · (Stadion GOSiR) Bydgoszcz · (Zdzisław Krzyszkowiakstadion) Łódź · (Stadion Widzewa) Lublin · (Arena Lublin) Tychy · (Stadion Miejski w Tychach) Bielsko-Biała · (Miejskistadion) |
| Miejskistadion     | Zdzisław Krzyszkowiakstadion | Stadion GOSiR             | · Gdynia · (Stadion GOSiR) Bydgoszcz · (Zdzisław Krzyszkowiakstadion) Łódź · (Stadion Widzewa) Lublin · (Arena Lublin) Tychy · (Stadion Miejski w Tychach) Bielsko-Biała · (Miejskistadion) | · Gdynia · (Stadion GOSiR) Bydgoszcz · (Zdzisław Krzyszkowiakstadion) Łódź · (Stadion Widzewa) Lublin · (Arena Lublin) Tychy · (Stadion Miejski w Tychach) Bielsko-Biała · (Miejskistadion) |
| Capaciteit: 15.076 | Capaciteit: 20.247           | Capaciteit: 15.139        | · Gdynia · (Stadion GOSiR) Bydgoszcz · (Zdzisław Krzyszkowiakstadion) Łódź · (Stadion Widzewa) Lublin · (Arena Lublin) Tychy · (Stadion Miejski w Tychach) Bielsko-Biała · (Miejskistadion) | · Gdynia · (Stadion GOSiR) Bydgoszcz · (Zdzisław Krzyszkowiakstadion) Łódź · (Stadion Widzewa) Lublin · (Arena Lublin) Tychy · (Stadion Miejski w Tychach) Bielsko-Biała · (Miejskistadion) |
|                    |                              |                           | · Gdynia · (Stadion GOSiR) Bydgoszcz · (Zdzisław Krzyszkowiakstadion) Łódź · (Stadion Widzewa) Lublin · (Arena Lublin) Tychy · (Stadion Miejski w Tychach) Bielsko-Biała · (Miejskistadion) | · Gdynia · (Stadion GOSiR) Bydgoszcz · (Zdzisław Krzyszkowiakstadion) Łódź · (Stadion Widzewa) Lublin · (Arena Lublin) Tychy · (Stadion Miejski w Tychach) Bielsko-Biała · (Miejskistadion) |
| Łódź               | Lublin                       | Tychy                     | · Gdynia · (Stadion GOSiR) Bydgoszcz · (Zdzisław Krzyszkowiakstadion) Łódź · (Stadion Widzewa) Lublin · (Arena Lublin) Tychy · (Stadion Miejski w Tychach) Bielsko-Biała · (Miejskistadion) | · Gdynia · (Stadion GOSiR) Bydgoszcz · (Zdzisław Krzyszkowiakstadion) Łódź · (Stadion Widzewa) Lublin · (Arena Lublin) Tychy · (Stadion Miejski w Tychach) Bielsko-Biała · (Miejskistadion) |
| Stadion Widzewa    | Arena Lublin                 | Stadion Miejski w Tychach | · Gdynia · (Stadion GOSiR) Bydgoszcz · (Zdzisław Krzyszkowiakstadion) Łódź · (Stadion Widzewa) Lublin · (Arena Lublin) Tychy · (Stadion Miejski w Tychach) Bielsko-Biała · (Miejskistadion) | · Gdynia · (Stadion GOSiR) Bydgoszcz · (Zdzisław Krzyszkowiakstadion) Łódź · (Stadion Widzewa) Lublin · (Arena Lublin) Tychy · (Stadion Miejski w Tychach) Bielsko-Biała · (Miejskistadion) |
| Capaciteit: 18.008 | Capaciteit: 15.500           | Capaciteit: 15.600        | · Gdynia · (Stadion GOSiR) Bydgoszcz · (Zdzisław Krzyszkowiakstadion) Łódź · (Stadion Widzewa) Lublin · (Arena Lublin) Tychy · (Stadion Miejski w Tychach) Bielsko-Biała · (Miejskistadion) | · Gdynia · (Stadion GOSiR) Bydgoszcz · (Zdzisław Krzyszkowiakstadion) Łódź · (Stadion Widzewa) Lublin · (Arena Lublin) Tychy · (Stadion Miejski w Tychach) Bielsko-Biała · (Miejskistadion) |
|                    |                              |                           | · Gdynia · (Stadion GOSiR) Bydgoszcz · (Zdzisław Krzyszkowiakstadion) Łódź · (Stadion Widzewa) Lublin · (Arena Lublin) Tychy · (Stadion Miejski w Tychach) Bielsko-Biała · (Miejskistadion) | · Gdynia · (Stadion GOSiR) Bydgoszcz · (Zdzisław Krzyszkowiakstadion) Łódź · (Stadion Widzewa) Lublin · (Arena Lublin) Tychy · (Stadion Miejski w Tychach) Bielsko-Biała · (Miejskistadion) |

## Groepsfase

### Groep A
| Pos | Land     | Wed | Win | Gel | Ver | DV | DT | +/- | Pnt |
| --- | -------- | --- | --- | --- | --- | -- | -- | --- | --- |
| 1   | Senegal  | 3   | 2   | 1   | 0   | 5  | 0  | +5  | 7   |
| 2   | Colombia | 3   | 2   | 0   | 1   | 8  | 2  | +6  | 6   |
| 3   | Polen    | 3   | 1   | 1   | 1   | 5  | 2  | +3  | 4   |
| 4   | Tahiti   | 3   | 0   | 0   | 3   | 0  | 14 | −14 | 0   |

|                           |        |                  |         |                                                                              |
| 23 mei 2019 18:00 (UTC+2) | Tahiti | 0–3              | Senegal | Arena Lublin, Lublin Toeschouwers: 4.661 Scheidsrechter: Muhammad Taqi (SIN) |
| 23 mei 2019 18:00 (UTC+2) |        | 1' 29' 50' Sagna |         | Arena Lublin, Lublin Toeschouwers: 4.661 Scheidsrechter: Muhammad Taqi (SIN) |

|                           |       |                           |          |                                                                                   |
| 23 mei 2019 20:30 (UTC+2) | Polen | 0–2                       | Colombia | Stadion Widzewa, Łódź Toeschouwers: 17.463 Scheidsrechter: Mustapha Ghorbal (ALG) |
| 23 mei 2019 20:30 (UTC+2) |       | 23' Angulo 90+3' Sandoval |          | Stadion Widzewa, Łódź Toeschouwers: 17.463 Scheidsrechter: Mustapha Ghorbal (ALG) |

|                           |                                  |     |          |                                                                                |
| 26 mei 2019 18:00 (UTC+2) | Senegal                          | 2–0 | Colombia | Arena Lublin, Lublin Toeschouwers: 10.450 Scheidsrechter: Michael Oliver (ENG) |
| 26 mei 2019 18:00 (UTC+2) | Niane 34' (pen.) Lopy 85' (pen.) |     |          | Arena Lublin, Lublin Toeschouwers: 10.450 Scheidsrechter: Michael Oliver (ENG) |

|                           |                                                          |     |        |                                                                               |
| 26 mei 2019 20:30 (UTC+2) | Polen                                                    | 5–0 | Tahiti | Stadion Widzewa, Łódź Toeschouwers: 15.894 Scheidsrechter: Ahmed Al-Kaf (OMA) |
| 26 mei 2019 20:30 (UTC+2) | Bednarczyk 18' Zylla 37' Steczyk 39', 61' Benedyczak 74' |     |        | Stadion Widzewa, Łódź Toeschouwers: 15.894 Scheidsrechter: Ahmed Al-Kaf (OMA) |

|                           |         |     |       |                                                                                |
| 29 mei 2019 20:30 (UTC+2) | Senegal | 0–0 | Polen | Stadion Widzewa, Łódź Toeschouwers: 15.829 Scheidsrechter: Raphael Claus (BRA) |
| 29 mei 2019 20:30 (UTC+2) |         |     |       | Stadion Widzewa, Łódź Toeschouwers: 15.829 Scheidsrechter: Raphael Claus (BRA) |

|                           |                                                        |     |        |                                                                               |
| 29 mei 2019 20:30 (UTC+2) | Colombia                                               | 6–0 | Tahiti | Arena Lublin, Lublin Toeschouwers: 4.693 Scheidsrechter: Daniel Siebert (GER) |
| 29 mei 2019 20:30 (UTC+2) | Sinisterra 8', 37' Hernández 38', 42', 70' Caicedo 87' |     |        | Arena Lublin, Lublin Toeschouwers: 4.693 Scheidsrechter: Daniel Siebert (GER) |

### Groep B
| Pos | Land    | Wed | Win | Gel | Ver | DV | DT | +/- | Pnt |
| --- | ------- | --- | --- | --- | --- | -- | -- | --- | --- |
| 1   | Italië  | 3   | 2   | 1   | 0   | 3  | 1  | +2  | 7   |
| 2   | Japan   | 3   | 1   | 2   | 0   | 4  | 1  | +3  | 5   |
| 3   | Ecuador | 3   | 1   | 1   | 1   | 2  | 2  | 0   | 4   |
| 4   | Mexico  | 3   | 0   | 0   | 3   | 1  | 6  | −5  | 0   |

|                           |                |     |                         |                                                                               |
| 23 mei 2019 18:00 (UTC+2) | Mexico         | 1–2 | Italië                  | Stadion GOSiR, Gdynia Toeschouwers: 7.893 Scheidsrechter: Raphael Claus (BRA) |
| 23 mei 2019 18:00 (UTC+2) | De la Rosa 37' |     | 3' Frattesi 67' Ranieri | Stadion GOSiR, Gdynia Toeschouwers: 7.893 Scheidsrechter: Raphael Claus (BRA) |

|                           |            |     |                   |                                                                                                 |
| 23 mei 2019 20:30 (UTC+2) | Japan      | 1–1 | Ecuador           | Zdzisław Krzyszkowiakstadion, Bydgoszcz Toeschouwers: 3.018 Scheidsrechter: Slavko Vinčić (SLO) |
| 23 mei 2019 20:30 (UTC+2) | Yamada 68' |     | 45' (e.d.) Tagawa | Zdzisław Krzyszkowiakstadion, Bydgoszcz Toeschouwers: 3.018 Scheidsrechter: Slavko Vinčić (SLO) |

|                           |        |                               |       |                                                                                |
| 26 mei 2019 15:30 (UTC+2) | Mexico | 0–3                           | Japan | Stadion GOSiR, Gdynia Toeschouwers: 4.930 Scheidsrechter: Daniel Siebert (GER) |
| 26 mei 2019 15:30 (UTC+2) |        | 21', 77' Miyashiro 52' Tagawa |       | Stadion GOSiR, Gdynia Toeschouwers: 4.930 Scheidsrechter: Daniel Siebert (GER) |

|                           |         |               |        |                                                                                                   |
| 26 mei 2019 18:00 (UTC+2) | Ecuador | 0–1           | Italië | Zdzisław Krzyszkowiakstadion, Bydgoszcz Toeschouwers: 6.717 Scheidsrechter: Adham Makhadmeh (JOR) |
| 26 mei 2019 18:00 (UTC+2) |         | 15' Pinamonti |        | Zdzisław Krzyszkowiakstadion, Bydgoszcz Toeschouwers: 6.717 Scheidsrechter: Adham Makhadmeh (JOR) |

|                           |           |     |        |                                                                               |
| 29 mei 2019 18:00 (UTC+2) | Ecuador   | 1–0 | Mexico | Stadion GOSiR, Gdynia Toeschouwers: 4.208 Scheidsrechter: Ivan Kružliak (SVK) |
| 29 mei 2019 18:00 (UTC+2) | Plata 12' |     |        | Stadion GOSiR, Gdynia Toeschouwers: 4.208 Scheidsrechter: Ivan Kružliak (SVK) |

|                           |        |     |       | |
| 29 mei 2019 18:00 (UTC+2) | Italië | 0–0 | Japan | Zdzisław Krzyszkowiakstadion, Bydgoszcz Toeschouwers: 6.702 Scheidsrechter: Mustapha Ghorbal (ALG) |
| 29 mei 2019 18:00 (UTC+2) |        |     |       | Zdzisław Krzyszkowiakstadion, Bydgoszcz Toeschouwers: 6.702 Scheidsrechter: Mustapha Ghorbal (ALG) |

### Groep C
| Pos | Land          | Wed | Win | Gel | Ver | DV | DT | +/- | Pnt |
| --- | ------------- | --- | --- | --- | --- | -- | -- | --- | --- |
| 1   | Uruguay       | 3   | 3   | 0   | 0   | 7  | 1  | +6  | 9   |
| 2   | Nieuw-Zeeland | 3   | 2   | 0   | 1   | 7  | 2  | +5  | 6   |
| 3   | Noorwegen     | 3   | 1   | 0   | 2   | 13 | 5  | +8  | 3   |
| 4   | Honduras      | 3   | 0   | 0   | 3   | 0  | 19 | –19 | 0   |

|                           |          |                                                       |               |                                                                               |
| 24 mei 2019 18:00 (UTC+2) | Honduras | 0–5                                                   | Nieuw-Zeeland | Arena Lublin, Lublin Toeschouwers: 4.484 Scheidsrechter: Alexis Herrera (VEN) |
| 24 mei 2019 18:00 (UTC+2) |          | 8' (e.d.) Diego 17', 27' Waine 51' Singh 90+2' Conroy |               | Arena Lublin, Lublin Toeschouwers: 4.484 Scheidsrechter: Alexis Herrera (VEN) |

|                           |                                        |     |                  |                                                                               |
| 24 mei 2019 20:30 (UTC+2) | Uruguay                                | 3–1 | Noorwegen        | Stadion Widzewa, Łódź Toeschouwers: 4.626 Scheidsrechter: Ismail Elfath (USA) |
| 24 mei 2019 20:30 (UTC+2) | Núñez 22' Ginella 29' B. Rodríguez 87' |     | 47' Borchgrevink | Stadion Widzewa, Łódź Toeschouwers: 4.626 Scheidsrechter: Ismail Elfath (USA) |

|                           |          |                                 |         |                                                                                  |
| 27 mei 2019 18:00 (UTC+2) | Honduras | 0–2                             | Uruguay | Arena Lublin, Lublin Toeschouwers: 6.173 Scheidsrechter: Jesús Gil Manzano (ESP) |
| 27 mei 2019 18:00 (UTC+2) |          | 41' Acevedo 90+2' Schiappacasse |         | Arena Lublin, Lublin Toeschouwers: 6.173 Scheidsrechter: Jesús Gil Manzano (ESP) |

|                           |           |                                   |               |                                                                                           |
| 27 mei 2019 20:30 (UTC+2) | Noorwegen | 0–2                               | Nieuw-Zeeland | Stadion Widzewa, Łódź Toeschouwers: 2.165 Scheidsrechter: Jean-Jacques Ndala Ngambo (COD) |
| 27 mei 2019 20:30 (UTC+2) |           | 71' Stensness 83' (e.d.) Kitolano |               | Stadion Widzewa, Łódź Toeschouwers: 2.165 Scheidsrechter: Jean-Jacques Ndala Ngambo (COD) |

|                           |                                                                                               |      |          |                                                                              |
| 30 mei 2019 18:00 (UTC+2) | Noorwegen                                                                                     | 12–0 | Honduras | Arena Lublin, Lublin Toeschouwers: 5.646 Scheidsrechter: Muhammad Taqi (SIN) |
| 30 mei 2019 18:00 (UTC+2) | Haaland 7', 20', 36' (pen.), 43', 50', 67', 77', 88', 90' Østigård 30' Hauge 46' Markovic 82' |      |          | Arena Lublin, Lublin Toeschouwers: 5.646 Scheidsrechter: Muhammad Taqi (SIN) |

|                           |               |                              |         |                                                                                 |
| 30 mei 2019 18:00 (UTC+2) | Nieuw-Zeeland | 0–2                          | Uruguay | Stadion Widzewa, Łódź Toeschouwers: 4.385 Scheidsrechter: Adham Makhadmeh (JOR) |
| 30 mei 2019 18:00 (UTC+2) |               | 40' Núñez 90+5' B. Rodríguez |         | Stadion Widzewa, Łódź Toeschouwers: 4.385 Scheidsrechter: Adham Makhadmeh (JOR) |

### Groep D
| Pos | Land             | Wed | Win | Gel | Ver | DV | DT | +/- | Pnt |
| --- | ---------------- | --- | --- | --- | --- | -- | -- | --- | --- |
| 1   | Oekraïne         | 3   | 2   | 1   | 0   | 4  | 2  | +2  | 7   |
| 2   | Verenigde Staten | 3   | 2   | 0   | 1   | 4  | 2  | +2  | 6   |
| 3   | Nigeria          | 3   | 1   | 1   | 1   | 6  | 3  | +3  | 4   |
| 4   | Qatar            | 3   | 0   | 0   | 3   | 0  | 6  | –6  | 0   |

|                           |       |                                                      |         |                                                                                 |
| 24 mei 2019 18:00 (UTC+2) | Qatar | 0–4                                                  | Nigeria | Tychystadion, Tychy Toeschouwers: 3.010 Scheidsrechter: Fernando Guerrero (MEX) |
| 24 mei 2019 18:00 (UTC+2) |       | 12' Effiom 24' Offia 68' Dele-Bashiru 74' Salawudeen |         | Tychystadion, Tychy Toeschouwers: 3.010 Scheidsrechter: Fernando Guerrero (MEX) |

|                           |                       |     |                  |                                                                                          |
| 24 mei 2019 20:30 (UTC+2) | Oekraïne              | 2–1 | Verenigde Staten | Miejskistadion, Bielsko-Biała Toeschouwers: 4.310 Scheidsrechter: Maguette N'Diaye (SEN) |
| 24 mei 2019 20:30 (UTC+2) | Buletsa 26' Popov 51' |     | 32' Servania     | Miejskistadion, Bielsko-Biała Toeschouwers: 4.310 Scheidsrechter: Maguette N'Diaye (SEN) |

|                           |       |           |          |                                                                               |
| 27 mei 2019 18:00 (UTC+2) | Qatar | 0–1       | Oekraïne | Tychystadion, Tychy Toeschouwers: 3.513 Scheidsrechter: Héctor Martínez (HON) |
| 27 mei 2019 18:00 (UTC+2) |       | 59' Popov |          | Tychystadion, Tychy Toeschouwers: 3.513 Scheidsrechter: Héctor Martínez (HON) |

|                           |                  |     |         |                                                                                        |
| 27 mei 2019 20:30 (UTC+2) | Verenigde Staten | 2–0 | Nigeria | Miejskistadion, Bielsko-Biała Toeschouwers: 3.427 Scheidsrechter: Benoît Bastien (FRA) |
| 27 mei 2019 20:30 (UTC+2) | Soto 18', 46'    |     |         | Miejskistadion, Bielsko-Biała Toeschouwers: 3.427 Scheidsrechter: Benoît Bastien (FRA) |

|                           |                  |     |       |                                                                                  |
| 30 mei 2019 20:30 (UTC+2) | Verenigde Staten | 1–0 | Qatar | Tychystadion, Tychy Toeschouwers: 3.651 Scheidsrechter: Abdelkader Zitouni (TAH) |
| 30 mei 2019 20:30 (UTC+2) | Weah 76'         |     |       | Tychystadion, Tychy Toeschouwers: 3.651 Scheidsrechter: Abdelkader Zitouni (TAH) |

|                           |                   |     |           |                                                                                            |
| 30 mei 2019 20:30 (UTC+2) | Nigeria           | 1–1 | Oekraïne  | Miejskistadion, Bielsko-Biała Toeschouwers: 3.143 Scheidsrechter: Fernando Rapallini (ARG) |
| 30 mei 2019 20:30 (UTC+2) | Tijani 51' (pen.) |     | 30' Sikan | Miejskistadion, Bielsko-Biała Toeschouwers: 3.143 Scheidsrechter: Fernando Rapallini (ARG) |

### Groep E
| Pos | Land          | Wed | Win | Gel | Ver | DV | DT | +/- | Pnt |
| --- | ------------- | --- | --- | --- | --- | -- | -- | --- | --- |
| 1   | Frankrijk     | 3   | 3   | 0   | 0   | 7  | 2  | +5  | 9   |
| 2   | Mali          | 3   | 1   | 1   | 1   | 7  | 7  | 0   | 4   |
| 3   | Panama        | 3   | 1   | 1   | 1   | 3  | 4  | –1  | 4   |
| 4   | Saoedi-Arabië | 3   | 0   | 0   | 3   | 4  | 8  | –4  | 0   |

|                           |                    |     |           |                                                                                                |
| 25 mei 2019 15:30 (UTC+2) | Panama             | 1–1 | Mali      | Zdzisław Krzyszkowiakstadion, Bydgoszcz Toeschouwers: 2.876 Scheidsrechter: Davide Massa (ITA) |
| 25 mei 2019 15:30 (UTC+2) | Valanta 87' (pen.) |     | 39' Konté | Zdzisław Krzyszkowiakstadion, Bydgoszcz Toeschouwers: 2.876 Scheidsrechter: Davide Massa (ITA) |

|                           |                       |     |               |                                                                                    |
| 25 mei 2019 18:00 (UTC+2) | Frankrijk             | 2–0 | Saoedi-Arabië | Stadion GOSiR, Gdynia Toeschouwers: 6.100 Scheidsrechter: Fernando Rapallini (ARG) |
| 25 mei 2019 18:00 (UTC+2) | Fofana 43' Gouiri 75' |     |               | Stadion GOSiR, Gdynia Toeschouwers: 6.100 Scheidsrechter: Fernando Rapallini (ARG) |

|                           |        |                          |           |                                                                                                   |
| 28 mei 2019 18:00 (UTC+2) | Panama | 0–2                      | Frankrijk | Zdzisław Krzyszkowiakstadion, Bydgoszcz Toeschouwers: 5.656 Scheidsrechter: Leodán González (URU) |
| 28 mei 2019 18:00 (UTC+2) |        | 44' Zagadou 52' Cuisance |           | Zdzisław Krzyszkowiakstadion, Bydgoszcz Toeschouwers: 5.656 Scheidsrechter: Leodán González (URU) |

|                           |                                                      |     |                                                |                                                                               |
| 28 mei 2019 20:30 (UTC+2) | Saoedi-Arabië                                        | 3–4 | Mali                                           | Stadion GOSiR, Gdynia Toeschouwers: 1.707 Scheidsrechter: Slavko Vinčić (SLO) |
| 28 mei 2019 20:30 (UTC+2) | Al-Buraikan 9' Al-Tambakti 20' (pen.) Al-Ghannam 63' |     | 36' S. Koïta 54' Koné 70' B. Traoré 90' Camara | Stadion GOSiR, Gdynia Toeschouwers: 1.707 Scheidsrechter: Slavko Vinčić (SLO) |

|                           |                 |     |                         | |
| 31 mei 2019 18:00 (UTC+2) | Saoedi-Arabië   | 1–2 | Panama                  | Zdzisław Krzyszkowiakstadion, Bydgoszcz Toeschouwers: 3.305 Scheidsrechter: Jean-Jacques Ndala Ngambo (COD) |
| 31 mei 2019 18:00 (UTC+2) | Al-Buraikan 53' |     | 7' McKenzie 78' Valanta | Zdzisław Krzyszkowiakstadion, Bydgoszcz Toeschouwers: 3.305 Scheidsrechter: Jean-Jacques Ndala Ngambo (COD) |

|                           |                            |     |                                          |                                                                                 |
| 31 mei 2019 18:00 (UTC+2) | Mali                       | 2–3 | Frankrijk                                | Stadion GOSiR, Gdynia Toeschouwers: 5.445 Scheidsrechter: Héctor Martínez (HON) |
| 31 mei 2019 18:00 (UTC+2) | S. Koïta 14' Diakite 90+6' |     | 12' Cuisance 65' (pen.) Diaby 87' Gouiri | Stadion GOSiR, Gdynia Toeschouwers: 5.445 Scheidsrechter: Héctor Martínez (HON) |

### Groep F
| Pos | Land        | Wed | Win | Gel | Ver | DV | DT | +/- | Pnt |
| --- | ----------- | --- | --- | --- | --- | -- | -- | --- | --- |
| 1   | Argentinië  | 3   | 2   | 0   | 1   | 8  | 4  | +4  | 6   |
| 2   | Zuid-Korea  | 3   | 2   | 0   | 1   | 3  | 2  | +1  | 6   |
| 3   | Portugal    | 3   | 1   | 1   | 1   | 2  | 3  | –1  | 4   |
| 4   | Zuid-Afrika | 3   | 0   | 1   | 2   | 3  | 7  | –4  | 1   |

|                           |            |     |            |                                                                                            |
| 25 mei 2019 18:00 (UTC+2) | Portugal   | 1–0 | Zuid-Korea | Miejskistadion, Bielsko-Biała Toeschouwers: 6.344 Scheidsrechter: Abdelkader Zitouni (TAH) |
| 25 mei 2019 18:00 (UTC+2) | Trincão 7' |     |            | Miejskistadion, Bielsko-Biała Toeschouwers: 6.344 Scheidsrechter: Abdelkader Zitouni (TAH) |

|                           |                                                       |     |                                |                                                                             |
| 25 mei 2019 20:30 (UTC+2) | Argentinië                                            | 5–2 | Zuid-Afrika                    | Tychystadion, Tychy Toeschouwers: 8.351 Scheidsrechter: Ivan Kružliak (SVK) |
| 25 mei 2019 20:30 (UTC+2) | Vera 4' Barco 63' (pen.), 71' Álvarez 78' Gaich 90+2' |     | 23' Phillips 85' (pen.) Foster | Tychystadion, Tychy Toeschouwers: 8.351 Scheidsrechter: Ivan Kružliak (SVK) |

|                           |          |                     |            |                                                                                        |
| 28 mei 2019 18:00 (UTC+2) | Portugal | 0–2                 | Argentinië | Miejskistadion, Bielsko-Biała Toeschouwers: 11.874 Scheidsrechter: Ismail Elfath (USA) |
| 28 mei 2019 18:00 (UTC+2) |          | 33' Gaich 84' Pérez |            | Miejskistadion, Bielsko-Biała Toeschouwers: 11.874 Scheidsrechter: Ismail Elfath (USA) |

|                           |             |                  |            |                                                                                 |
| 28 mei 2019 20:30 (UTC+2) | Zuid-Afrika | 0–1              | Zuid-Korea | Tychystadion, Tychy Toeschouwers: 2.698 Scheidsrechter: Fernando Guerrero (MEX) |
| 28 mei 2019 20:30 (UTC+2) |             | 69' Kim Hyun-woo |            | Tychystadion, Tychy Toeschouwers: 2.698 Scheidsrechter: Fernando Guerrero (MEX) |

|                           |                    |     |                 |                                                                                        |
| 31 mei 2019 20:30 (UTC+2) | Zuid-Afrika        | 1–1 | Portugal        | Miejskistadion, Bielsko-Biała Toeschouwers: 7.329 Scheidsrechter: Alexis Herrera (VEN) |
| 31 mei 2019 20:30 (UTC+2) | Monyane 53' (pen.) |     | 19' Rafael Leão | Miejskistadion, Bielsko-Biała Toeschouwers: 7.329 Scheidsrechter: Alexis Herrera (VEN) |

|                           |                                  |     |              |                                                                               |
| 31 mei 2019 20:30 (UTC+2) | Zuid-Korea                       | 2–1 | Argentinië   | Tychystadion, Tychy Toeschouwers: 10.129 Scheidsrechter: Benoît Bastien (FRA) |
| 31 mei 2019 20:30 (UTC+2) | Oh Se-hun 42' Cho Young-wook 57' |     | 88' Ferreira | Tychystadion, Tychy Toeschouwers: 10.129 Scheidsrechter: Benoît Bastien (FRA) |

### Stand nummers 3
| Pos | Land                | Wed | Win | Gel | Ver | DV | DT | +/- | Pnt |
| --- | ------------------- | --- | --- | --- | --- | -- | -- | --- | --- |
| 1   | Polen (poule A)     | 3   | 1   | 1   | 1   | 5  | 2  | +3  | 4   |
| 2   | Nigeria (poule D)   | 3   | 1   | 1   | 1   | 6  | 3  | +3  | 4   |
| 3   | Ecuador (poule B)   | 3   | 1   | 1   | 1   | 2  | 2  | 0   | 4   |
| 4   | Panama (poule E)    | 3   | 1   | 1   | 1   | 3  | 4  | –1  | 4   |
| 5   | Portugal (poule F)  | 3   | 1   | 1   | 1   | 2  | 3  | –1  | 4   |
| 6   | Noorwegen (poule C) | 3   | 1   | 0   | 2   | 13 | 5  | +8  | 3   |

## Knock-outfase
|  | Achtste finale         | Achtste finale         |                        |       | Kwartfinale  | Kwartfinale  |                  |                  | Halve finale | Halve finale |  |  | Finale | Finale |
|  |                        |                        |                        |       |              |              |                  |                  |              |              |  |  |        |        |
|  | 2 juni – Łódź          |                        |                        |       |              |              |                  |                  |              |              |  |  |        |        |
|  |                        |                        |                        |       |              |              |                  |                  |              |              |  |  |        |        |
|  | Colombia               | 1 (5)                  |                        |       |              |              |                  |                  |              |              |  |  |        |        |
|  | Colombia               | 1 (5)                  | 7 juni – Łódź          |       |              |              |                  |                  |              |              |  |  |        |        |
|  | Nieuw-Zeeland          | 1 (4)                  |                        |       |              |              |                  |                  |              |              |  |  |        |        |
|  | Nieuw-Zeeland          | 1 (4)                  | Colombia               | 0     |              |              |                  |                  |              |              |  |  |        |        |
|  | 3 juni – Tychy         |                        | Colombia               | 0     |              |              |                  |                  |              |              |  |  |        |        |
|  |                        | Oekraïne               | 1                      |       |              |              |                  |                  |              |              |  |  |        |        |
|  | Oekraïne               | Oekraïne               | 1                      | 4     |              |              |                  |                  |              |              |  |  |        |        |
|  | Oekraïne               |                        | 11 juni – Lublin       | 4     |              |              |                  |                  |              |              |  |  |        |        |
|  | Panama                 | 1                      |                        |       |              |              |                  |                  |              |              |  |  |        |        |
|  | Panama                 | 1                      | Oekraïne               | 1     |              |              |                  |                  |              |              |  |  |        |        |
|  | 2 juni – Gdynia        |                        | Oekraïne               | 1     |              |              |                  |                  |              |              |  |  |        |        |
|  |                        | Italië                 | 0                      |       |              |              |                  |                  |              |              |  |  |        |        |
|  | Italië                 | Italië                 | 0                      | 1     |              |              |                  |                  |              |              |  |  |        |        |
|  | Italië                 | 7 juni – Tychy         |                        | 1     |              |              |                  |                  |              |              |  |  |        |        |
|  | Polen                  | 0                      |                        |       |              |              |                  |                  |              |              |  |  |        |        |
|  | Polen                  | 0                      | Italië                 | 4     |              |              |                  |                  |              |              |  |  |        |        |
|  | 4 juni – Bielsko-Biała |                        | Italië                 | 4     |              |              |                  |                  |              |              |  |  |        |        |
|  |                        | Mali                   | 2                      |       |              |              |                  |                  |              |              |  |  |        |        |
|  | Argentinië             | Mali                   | 2                      | 2 (4) |              |              |                  |                  |              |              |  |  |        |        |
|  | Argentinië             |                        | 15 juni – Łódź         | 2 (4) |              |              |                  |                  |              |              |  |  |        |        |
|  | Mali                   | 2 (5)                  |                        |       |              |              |                  |                  |              |              |  |  |        |        |
|  | Mali                   | 2 (5)                  | Oekraïne               | 3     |              |              |                  |                  |              |              |  |  |        |        |
|  | 4 juni – Bydgoszcz     |                        | Oekraïne               | 3     |              |              |                  |                  |              |              |  |  |        |        |
|  |                        | Zuid-Korea             | 1                      |       |              |              |                  |                  |              |              |  |  |        |        |
|  | Frankrijk              | Zuid-Korea             | 1                      | 2     |              |              |                  |                  |              |              |  |  |        |        |
|  | Frankrijk              | 8 juni – Gdynia        |                        | 2     |              |              |                  |                  |              |              |  |  |        |        |
|  | Verenigde Staten       | 3                      |                        |       |              |              |                  |                  |              |              |  |  |        |        |
|  | Verenigde Staten       | 3                      | Verenigde Staten       | 1     |              |              |                  |                  |              |              |  |  |        |        |
|  | 3 juni – Lublin        |                        | Verenigde Staten       | 1     |              |              |                  |                  |              |              |  |  |        |        |
|  |                        | Ecuador                | 2                      |       |              |              |                  |                  |              |              |  |  |        |        |
|  | Uruguay                | Ecuador                | 2                      | 1     |              |              |                  |                  |              |              |  |  |        |        |
|  | Uruguay                |                        | 11 juni – Gdynia       | 1     |              |              |                  |                  |              |              |  |  |        |        |
|  | Ecuador                | 3                      |                        |       |              |              |                  |                  |              |              |  |  |        |        |
|  | Ecuador                | 3                      | Ecuador                | 0     |              |              |                  |                  |              |              |  |  |        |        |
|  | 4 juni – Lublin        |                        | Ecuador                | 0     |              |              |                  |                  |              |              |  |  |        |        |
|  |                        | Zuid-Korea             | 1                      |       | Derde plaats | Derde plaats |                  |                  |              |              |  |  |        |        |
|  | Japan                  | Zuid-Korea             | 1                      | 0     | Derde plaats | Derde plaats |                  |                  |              |              |  |  |        |        |
|  | Japan                  | 8 juni – Bielsko-Biała | 8 juni – Bielsko-Biała | 0     |              |              | 14 juni – Gdynia | 14 juni – Gdynia |              |              |  |  |        |        |
|  | Zuid-Korea             | 8 juni – Bielsko-Biała | 8 juni – Bielsko-Biała | 1     |              |              | 14 juni – Gdynia | 14 juni – Gdynia |              |              |  |  |        |        |
|  | Zuid-Korea             | Zuid-Korea             | 3 (3)                  | 1     | Italië       | 0            |                  |                  |              |              |  |  |        |        |
|  | 3 juni – Łódź          | Zuid-Korea             | 3 (3)                  |       | Italië       | 0            |                  |                  |              |              |  |  |        |        |
|  |                        | Senegal                | 3 (2)                  |       | Ecuador      | 1            |                  |                  |              |              |  |  |        |        |
|  | Senegal                | Senegal                | 3 (2)                  | 2     | Ecuador      | 1            |                  |                  |              |              |  |  |        |        |
|  | Senegal                |                        |                        | 2     |              |              |                  |                  |              |              |  |  |        |        |
|  | Nigeria                | 1                      |                        |       |              |              |                  |                  |              |              |  |  |        |        |
|  | Nigeria                | 1                      |                        |       |              |              |                  |                  |              |              |  |  |        |        |

### Achtste finales
|                   |                      |       |       |                                                                               |
| 2 juni 2019 17:30 | Italië               | 1 – 0 | Polen | Gdynia Stadium, Gdynia Toeschouwers: 10.332 Scheidsrechter: Jesús Gil Manzano |
| 2 juni 2019 17:30 | Pinamonti 38' (pen.) |       |       | Gdynia Stadium, Gdynia Toeschouwers: 10.332 Scheidsrechter: Jesús Gil Manzano |

|                   |                                                     |              |                                                  |                                                                        |
| 2 juni 2019 20:30 | Colombia                                            | 1 – 1 (n.v.) | Nieuw-Zeeland                                    | Stadion Widzewa, Łódź Toeschouwers: 9.283 Scheidsrechter: Ahmed Al-Kaf |
| 2 juni 2019 20:30 | Reyes 11'                                           |              | 35' Just                                         | Stadion Widzewa, Łódź Toeschouwers: 9.283 Scheidsrechter: Ahmed Al-Kaf |
| 2 juni 2019 20:30 | Strafschoppen                                       |              |                                                  | Stadion Widzewa, Łódź Toeschouwers: 9.283 Scheidsrechter: Ahmed Al-Kaf |
| 2 juni 2019 20:30 | Vera Carbonero Perea Sandoval Angulo Balanta Cuesta | 5 – 4        | Singh Bell Mata Stensness McCowatt Cacace Conroy | Stadion Widzewa, Łódź Toeschouwers: 9.283 Scheidsrechter: Ahmed Al-Kaf |

|                   |            |       |                                                   |                                                                            |
| 3 juni 2019 17:30 | Uruguay    | 1 – 3 | Ecuador                                           | Lublin Stadium, Lublin Toeschouwers: 10.562 Scheidsrechter: Michael Oliver |
| 3 juni 2019 17:30 | Araújo 11' |       | 31' (pen.) Alvarado 75' Quintero 83' (pen.) Plata | Lublin Stadium, Lublin Toeschouwers: 10.562 Scheidsrechter: Michael Oliver |

|                   |                                        |       |            |                                                                         |
| 3 juni 2019 17:30 | Oekraïne                               | 4 – 1 | Panama     | Tychystadion, Tychy Toeschouwers: 7.219 Scheidsrechter: Leodán González |
| 3 juni 2019 17:30 | Sikan 23', 45+1' Popov 41' Buletsa 83' |       | 50' Walker | Tychystadion, Tychy Toeschouwers: 7.219 Scheidsrechter: Leodán González |

|                   |                       |       |                |                                                                        |
| 3 juni 2019 20:30 | Senegal               | 2 – 1 | Nigeria        | Stadion Widzewa, Łódź Toeschouwers: 6.854 Scheidsrechter: Davide Massa |
| 3 juni 2019 20:30 | Sagna 36' Niane 45+3' |       | 50' Makanjuola | Stadion Widzewa, Łódź Toeschouwers: 6.854 Scheidsrechter: Davide Massa |

|                   |       |        |            |                                                                             |
| 4 juni 2019 17:30 | Japan | 0 – 1  | Zuid-Korea | Lublin Stadium, Lublin Toeschouwers: 10.021 Scheidsrechter: Maguette Ndiaye |
| 4 juni 2019 17:30 |       | 84' Oh |            | Lublin Stadium, Lublin Toeschouwers: 10.021 Scheidsrechter: Maguette Ndiaye |

|                   |                       |       |                            |                                                                                           |
| 4 juni 2019 17:30 | Frankrijk             | 2 – 3 | Verenigde Staten           | Zdzisław Krzyszkowiakstadion, Bydgoszcz Toeschouwers: 8.469 Scheidsrechter: Claus Raphael |
| 4 juni 2019 17:30 | Gouiri 41' Alioui 55' |       | 25', 74' Soto 73' Rennicks | Zdzisław Krzyszkowiakstadion, Bydgoszcz Toeschouwers: 8.469 Scheidsrechter: Claus Raphael |

|                   |                                 |              |                                  |                                                                                             |
| 4 juni 2019 20:30 | Argentinië                      | 2 – 2 (n.v.) | Mali                             | Miejskistadion, Bielsko-Biała Toeschouwers: 9.146 Scheidsrechter: Fernando Guerrero Ramírez |
| 4 juni 2019 20:30 | Gaich 49' Diaby 91' (e.d.)      |              | 67' Diaby 120+1' Konté           | Miejskistadion, Bielsko-Biała Toeschouwers: 9.146 Scheidsrechter: Fernando Guerrero Ramírez |
| 4 juni 2019 20:30 | Strafschoppen                   |              |                                  | Miejskistadion, Bielsko-Biała Toeschouwers: 9.146 Scheidsrechter: Fernando Guerrero Ramírez |
| 4 juni 2019 20:30 | Pérez Chancalay Gaich Sosa Vera | 4 – 5        | Dramé Traoré Koïta Diaby Sissoko | Miejskistadion, Bielsko-Biała Toeschouwers: 9.146 Scheidsrechter: Fernando Guerrero Ramírez |

### Kwartfinales
|                   |          |           |          |                                                                            |
| 7 juni 2019 15:30 | Colombia | 0 – 1     | Oekraïne | Stadion Widzewa, Łódź Toeschouwers: 8.443 Scheidsrechter: Mustapha Ghorbal |
| 7 juni 2019 15:30 |          | 11' Sikan |          | Stadion Widzewa, Łódź Toeschouwers: 8.443 Scheidsrechter: Mustapha Ghorbal |

|                   |                                                        |       |                      |                                                                        |
| 7 juni 2019 18:30 | Italië                                                 | 4 – 2 | Mali                 | Tychystadion, Tychy Toeschouwers: 11.567 Scheidsrechter: Ismail Elfath |
| 7 juni 2019 18:30 | Koné 12' (e.d.) Pinamonti 60', 83' (pen.) Frattesi 84' |       | 38' Koïta 79' Camara | Tychystadion, Tychy Toeschouwers: 11.567 Scheidsrechter: Ismail Elfath |

|                   |                  |       |                            |                                                                           |
| 8 juni 2019 17:30 | Verenigde Staten | 1 – 2 | Ecuador                    | Gdynia Stadium, Gdynia Toeschouwers: 6.389 Scheidsrechter: Benoît Bastien |
| 8 juni 2019 17:30 | Weah 36'         |       | 30' Cifuentes 43' Espinoza | Gdynia Stadium, Gdynia Toeschouwers: 6.389 Scheidsrechter: Benoît Bastien |

|                   |                                        |              |                                         |                                                                                    |
| 8 juni 2019 20:30 | Zuid-Korea                             | 3 – 3 (n.v.) | Senegal                                 | Miejskistadion, Bielsko-Biała Toeschouwers: 10.627 Scheidsrechter: Leodán González |
| 8 juni 2019 20:30 | Lee K. 62' (pen.) Lee J. 90+8' Cho 96' |              | 37' Diagné 76' (pen.) Niane 120+1' Ciss | Miejskistadion, Bielsko-Biała Toeschouwers: 10.627 Scheidsrechter: Leodán González |
| 8 juni 2019 20:30 | Strafschoppen                          |              |                                         | Miejskistadion, Bielsko-Biała Toeschouwers: 10.627 Scheidsrechter: Leodán González |
| 8 juni 2019 20:30 | Kim Cho Um Choi Oh Se-hun              | 3 – 2        | Danfa Mbow Ciss N'Diaye Diagné          | Miejskistadion, Bielsko-Biała Toeschouwers: 10.627 Scheidsrechter: Leodán González |

### Halve finales
|                    |              |       |        |                                                                          |
| 11 juni 2019 17:30 | Oekraïne     | 1 – 0 | Italië | Gdynia Stadium, Gdynia Toeschouwers: 7.776 Scheidsrechter: Raphael Claus |
| 11 juni 2019 17:30 | Boeletsa 65' |       |        | Gdynia Stadium, Gdynia Toeschouwers: 7.776 Scheidsrechter: Raphael Claus |

|                    |         |          |            |                                                                            |
| 11 juni 2019 20:30 | Ecuador | 0 – 1    | Zuid-Korea | Lublin Stadium, Lublin Toeschouwers: 12.614 Scheidsrechter: Michael Oliver |
| 11 juni 2019 20:30 |         | 39' Choi |            | Lublin Stadium, Lublin Toeschouwers: 12.614 Scheidsrechter: Michael Oliver |

### Wedstrijd om derde plek
|                    |        |              |         |                                                                              |
| 14 juni 2019 20:30 | Italië | 0 – 1 (n.v.) | Ecuador | Gdynia Stadium, Gdynia Toeschouwers: 8.937 Scheidsrechter: Jesús Gil Manzano |
| 14 juni 2019 20:30 |        | 104' Mina    |         | Gdynia Stadium, Gdynia Toeschouwers: 8.937 Scheidsrechter: Jesús Gil Manzano |

### Finale
|                    |                                     |       |               |                                                                          |
| 15 juni 2019 18:00 | Oekraïne                            | 3 – 1 | Zuid-Korea    | Stadion Widzewa, Łódź Toeschouwers: 16.344 Scheidsrechter: Ismail Elfath |
| 15 juni 2019 18:00 | Soepriaha 34', 53' Tsitaisjvili 89' |       | 5' (pen.) Lee | Stadion Widzewa, Łódź Toeschouwers: 16.344 Scheidsrechter: Ismail Elfath |

## Doelpuntenmakers
9 doelpunten
- Erling Braut Haaland

4 doelpunten
- Andrea Pinamonti
- Amadou Sagna
- Danilo Sikan
- Sebastian Soto

3 doelpunten
- Adolfo Gaich
- Cucho Hernández
- Amine Gouiri
- Sékou Koïta
- Ibrahima Niane
- Sergij Boeletsa
- Denis Popov

2 doelpunten
- Ezequiel Barco
- Luis Sinisterra
- Gonzalo Plata
- Michaël Cuisance
- Davide Frattesi
- Taisei Miyashiro
- Mohamed Camara
- Boubacar Konté
- Ben Waine
- Diego Valanta
- Dominik Steczyk
- Firas Al-Buraikan
- Cho Young-wook
- Lee Kang-in
- Oh Se-hun
- Vladislav Soepriaha
- Timothy Weah
- Darwin Núñez
- Brian Rodríguez

1 doelpunt
- Julián Álvarez
- Cristian Ferreira
- Nehuén Pérez
- Fausto Vera
- Iván Angulo
- Déiber Caicedo
- Andrés Reyes
- Luis Sandoval
- Alexander Alvarado
- José Cifuentes
- Jhon Espinoza
- Richard Mina
- Sergio Quintero
- Nabil Alioui
- Moussa Diaby
- Youssouf Fofana
- Dan-Axel Zagadou
- Luca Ranieri
- Kyosuke Tagawa
- Kota Yamada
- Abdoulaye Diaby
- Ousmane Diakite
- Ibrahima Koné
- Boubacar Traoré
- Roberto de la Rosa
- Matt Conroy
- Elijah Just
- Sarpreet Singh
- Gianni Stensness
- Tom Dele-Bashiru
- Maxwell Effiom
- Success Makanjuola
- Okechukwu Offia
- Aliu Salawudeen
- Muhamed Tijani
- Christian Borchgrevink
- Jens Hauge
- Eman Markovic
- Leo Østigård
- Axel McKenzie
- Ernesto Walker
- Jakub Bednarczyk
- Adrian Benedyczak
- Marcel Zylla
- Rafael Leão
- Francisco Trincão
- Khalid Al-Ghannam
- Hassan Al-Tambakti
- Amadou Ciss
- Cavin Diagné
- Dion Lopy
- Lyle Foster
- James Monyane
- Keenan Phillips
- Choi Jun
- Kim Hyun-woo
- Lee Ji-sol
- Georgij Tsitaisjvili
- Justin Rennicks
- Brandon Servania
- Nicolás Acevedo
- Ronald Araújo
- Francisco Ginella
- Nicolás Schiappacasse

Eigen doelpunt
- Darwin Diego (tegen Nieuw-Zeeland)
- Kyosuke Tagawa (tegen Ecuador)
- Abdoulaye Diaby (tegen Argentinië)
- Ibrahima Koné (tegen Italië)
- John Kitolano (tegen Nieuw-Zeeland)

Tunesië 1977 · Japan 1979 · Australië 1981 · Mexico 1983 · Sovjet-Unie 1985 · Chili 1987 · Saoedi-Arabië 1989 · Portugal 1991 · Australië 1993 · Qatar 1995 · Maleisië 1997 · Nigeria 1999 · Argentinië 2001 · Verenigde Arabische Emiraten 2003 · Nederland 2005 · Canada 2007 · Egypte 2009 · Colombia 2011 · Turkije 2013 · Nieuw-Zeeland 2015 · Zuid-Korea 2017 · Polen 2019 · Argentinië 2023
Jeugd-WK's mannen: Onder 17

Jeugd-WK's vrouwen: Onder 17 · Onder 20